# Piłka ręczna na Igrzyskach Azjatyckich 1986
Turniej piłki ręcznej na Igrzyskach Azjatyckich 1986 odbyły się w dniach 23–28 września 1986 roku w Seulu. Triumfowali w nim reprezentanci Korei Południowej.
Był to drugi turniej w historii tych zawodów.

## Mecze
| 23 września 1986 | Japonia | 38:16 | Iran | Seul |
| 23 września 1986 |         | 38:16 |      | Seul |

| 23 września 1986 | Korea Południowa | 45:10 | Hongkong | Seul |
| 23 września 1986 |                  | 45:10 |          | Seul |

| 23 września 1986 | Chiny | 28:22 | Kuwejt | Seul |
| 23 września 1986 |       | 28:22 |        | Seul |

| 24 września 1986 | Japonia | 33:10 | Hongkong | Seul |
| 24 września 1986 |         | 33:10 |          | Seul |

| 24 września 1986 | Chiny | 35:11 | Iran | Seul |
| 24 września 1986 |       | 35:11 |      | Seul |

| 24 września 1986 | Korea Południowa | 35:29 | Kuwejt | Seul |
| 24 września 1986 |                  | 35:29 |        | Seul |

| 25 września 1986 | Chiny | 34:16 | Hongkong | Seul |
| 25 września 1986 |       | 34:16 |          | Seul |

| 25 września 1986 | Kuwejt | 46:24 | Iran | Seul |
| 25 września 1986 |        | 46:24 |      | Seul |

| 25 września 1986 | Korea Południowa | 38:26 | Japonia | Seul |
| 25 września 1986 |                  | 38:26 |         | Seul |

| 27 września 1986 | Chiny | 30:27 | Japonia | Seul |
| 27 września 1986 |       | 30:27 |         | Seul |

| 27 września 1986 | Kuwejt | 44:14 | Hongkong | Seul |
| 27 września 1986 |        | 44:14 |          | Seul |

| 27 września 1986 | Korea Południowa | 48:17 | Iran | Seul |
| 27 września 1986 |                  | 48:17 |      | Seul |

| 28 września 1986 | Iran | 22:18 | Hongkong | Seul |
| 28 września 1986 |      | 22:18 |          | Seul |

| 28 września 1986 | Japonia | 23:22 | Kuwejt | Seul |
| 28 września 1986 |         | 23:22 |        | Seul |

| 28 września 1986 | Korea Południowa | 38:24 | Chiny | Seul |
| 28 września 1986 |                  | 38:24 |       | Seul |

## Klasyfikacja końcowa
| Miejsce | Reprezentacja    |
| ------- | ---------------- |
| złoto   | Korea Południowa |
| srebro  | Chiny            |
| brąz    | Japonia          |
| 4       | Kuwejt           |
| 5       | Iran             |
| 6       | Hongkong         |